# 角状银耳
角状银耳（学名：Tremella iduensis）是属于银耳目银耳科银耳属的一种真菌，丛生、群生于阔叶林中的阔叶树倒木上。该种分布于中国。